# Skandinavische Halbinsel

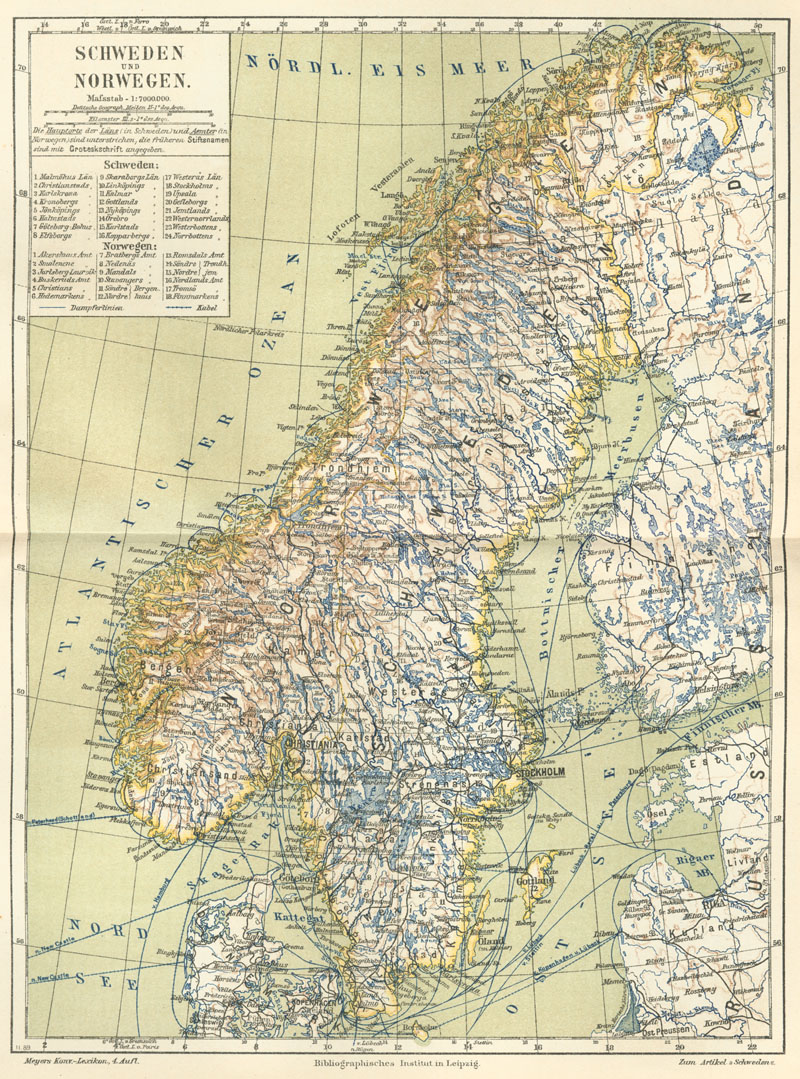
Die Skandinavische Halbinsel (politische Grenzen um 1888)

Die Skandinavische Halbinsel (schwedisch Skandinaviska halvön; norwegisch Skandinaviske halvøy; finnisch Skandinavian niemimaa) ist eine Halbinsel Europas, die von Schonen im Süden bis zum Nordkap im Norden reicht.
Auf der Skandinavischen Halbinsel befinden sich Norwegen und Schweden und der Großteil von Lappland im nördlichen Finnland. Das Skandinavische Gebirge definiert in der Regel die Grenze zwischen Norwegen und Schweden. Eine Abgrenzung Skandinaviens zur Halbinsel Kola und die Grenze innerhalb von Finnland muss willkürlich gezogen werden.
Der Name ist abgeleitet von dem Begriff Skandinavien, der kulturell meist Dänemark, Schweden und Norwegen umfasst. Dieser Name wiederum ist abgeleitet von dem Namen Skåne, dem südlichsten Teil der Halbinsel, der heute zu Schweden gehört, aber bis ins 17. Jahrhundert zu Dänemark gehörte und die ursprüngliche Heimat der Dänen ist.

## Einordnung in Europa
Die Skandinavische Halbinsel ist, will man sie nicht nur als Teil der Halbinsel Fennoskandia definieren, die größte Halbinsel Europas, das selber Halbinsel von Eurasien ist. Jedoch ist die Fläche nicht genau zu bestimmen, weil die Grenzen der Halbinsel nicht eindeutig sind. Zu manchen Zeiten war Skandinavien keine Halbinsel. Während der Eiszeiten sank der Meeresspiegel so stark, dass die Ostsee, der Bottnische Meerbusen und der Finnische Meerbusen verschwanden. Heutige Länder wie Deutschland, Polen und die baltischen Staaten waren mit Skandinavien direkt durch Land verbunden.

## Geographie

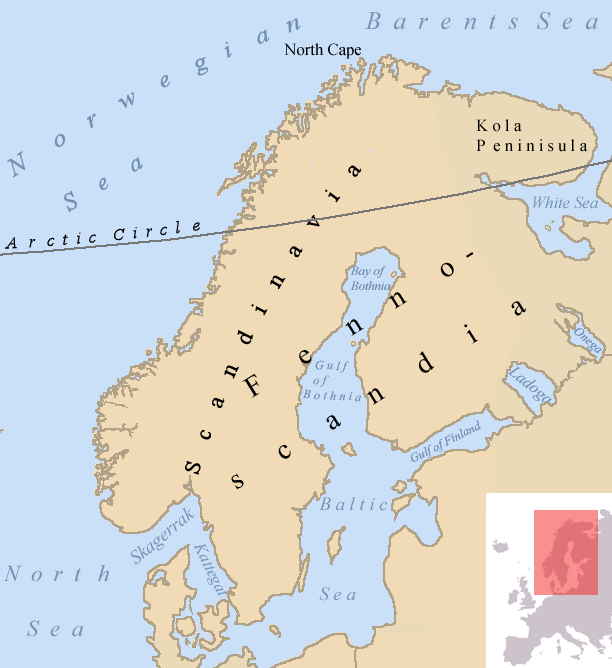
Die Skandinavische Halbinsel in Relation zu dem größeren Fennoskandinavien

Die Skandinavische Halbinsel ist rund 1850 Kilometer lang mit einer variierenden Breite von etwa 370 bis 805 Kilometern. Etwa ein Viertel der Skandinavischen Halbinsel liegt nördlich des Nördlichen Polarkreises. Der nördlichste Punkt befindet sich an der Landzunge Kinnarodden auf der Nordkinnhalbinsel.
Im Westen befindet sich die norwegische Fjordküste, im Süden liegen die große Seen Vänern und Vättern. Den Küsten vorgelagert sind kleine Felsinseln, die Schären.
Vier große Gewässer begrenzen die Halbinsel:
- die Ostsee (einschließlich des Bottnischen Meerbusens) im Osten mit den autonomen Åland-Inseln zwischen Schweden[1], Finnland und Gotland,
- die Nordsee im Südwesten (mit dem Kattegat und Skagerrak im Süden),
- die Norwegische See im Westen,
- die Barentssee im Norden.

Die höchste Erhebung war Glittertind in Norwegen mit 2.470 m über dem Meeresspiegel. Seit der Gletscher am Gipfel teilweise geschmolzen ist, ist 2.469 m Galdhøpiggen, ebenfalls in Norwegen, die höchste Erhebung. Diese Berge haben auch die größten Gletscher auf dem europäischen Festland, Jostedalsbreen.
Die Region ist reich an Holz, Eisen, Kupfer und verfügt über das beste Ackerland in Schweden. Große Erdöl- und Erdgasvorkommen vor Norwegens Küste wurden in der Nordsee und dem Atlantik gefunden.
Der Großteil der Bevölkerung der Skandinavischen Halbinsel lebt im südlichen Teil, der eine agrarwirtschaftliche Region ist. Die größten Städte der Halbinsel sind in absteigender Reihenfolge Stockholm, Oslo, Göteborg, Malmö und Bergen.

## Klima
Der Großteil Skandinaviens liegt in der kaltgemäßigten Klimazone, ein kleiner Teil im Süden in der kühlgemäßigten und im höchsten Norden in der polaren Zone. Nach der Köppen-Geiger-Klassifikation lassen sich folgende Klimate unterscheiden:
- Tundrenklima (ET) im äußersten Norden,
- Subarktisches Klima (Dfc) von der Mitte bis in den Norden,
- Maritimes Westseitenklima (Cfc) im Westen (Küstengebiete bis nördlich der Lofoten),
- Sommerwarmes feuchtes Kontinentalklima (Dfb) landeinwärts im mittleren Süden,
- Gemäßigteres Ozeanklima (Cfb) an der Küste im Süden und Südwesten.

## Einwohner
Die erste verzeichnete menschliche Präsenz in dem südlichen Gebietes der Halbinsel und Dänemark datiert vor 12 000 Jahren. Als die Eisschilde nach der letzten Eiszeit abtauten, konnte sich die Tundra mit ihren typischen Bewohnern in die nunmehr eisfreien Gebiete ausdehnen. So zogen die Menschen, die sich damals von der Rentierjagd ernährten, den großen Rentierherden hinterher. Das Klima erwärmte sich allmählich und begünstigte das Wachstum von Nadelbäumen zuerst, darauf das von Laubwäldern, die Tiere wie Auerochsen mit sich brachten. Gruppen von Jäger-Fischer-Sammlern begannen das Gebiet von der Mittelsteinzeit an (8200 v. Chr.) bis zum Aufkommen der Landwirtschaft in der Jungsteinzeit (3200 v. Chr.) zu besiedeln.
Der nördliche und zentrale Teil der Halbinsel ist teilweise von Samen bewohnt, die oft als „Lappen“ oder „Lappländer“ bezeichnet werden. Sie sprechen samische Sprachen, die mit Finnisch und Estnisch verwandt sind. Die samischen Sprachen sind keine indoeuropäischen Sprachen, sie gehören zu den uralischen Sprachen. Im 9. Jahrhundert, als die schriftlichen Aufzeichnungen begannen, besetzten die Samen die arktischen und subarktischen Regionen, aber auch den zentralen Teil der Halbinsel südlich bis Dalarna in Schweden.
Die anderen Bewohner der Halbinsel sprachen damals altnordische Dialekte. Norweger lebten an der Westküste Norwegens, Dänen im Süden und Westen des heutigen Schwedens, Schweden in Västergötland und Östergötland, in der Region um den Mälaren und an der Ostküste Schwedens. Die Nachkommen dieser Bevölkerung sind immer noch die dominierende Bevölkerung im frühen 21. Jahrhundert.

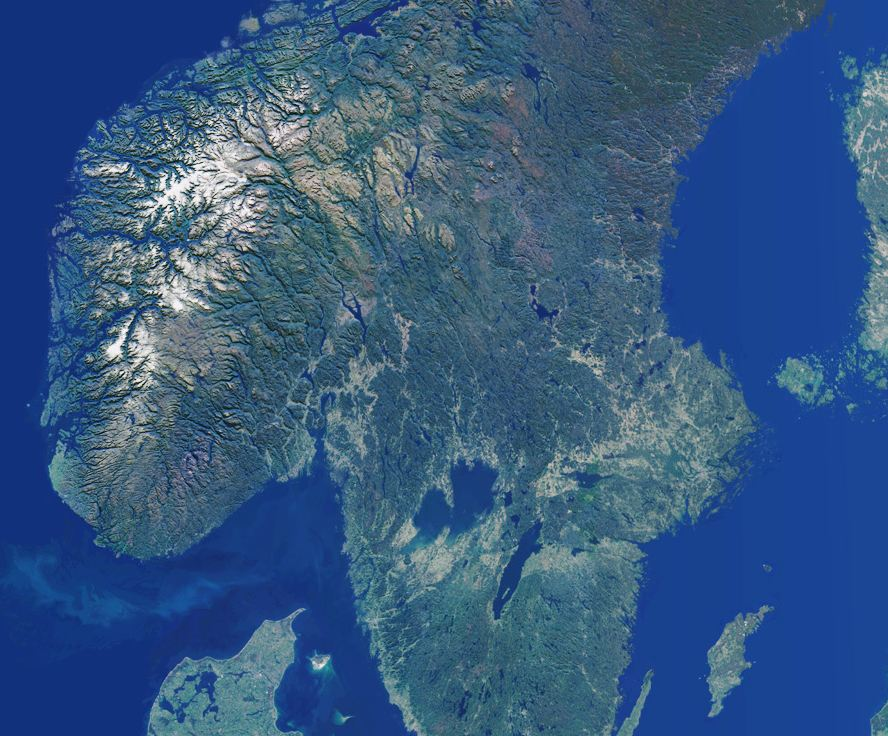
Der Süden der Skandinavischen Halbinsel
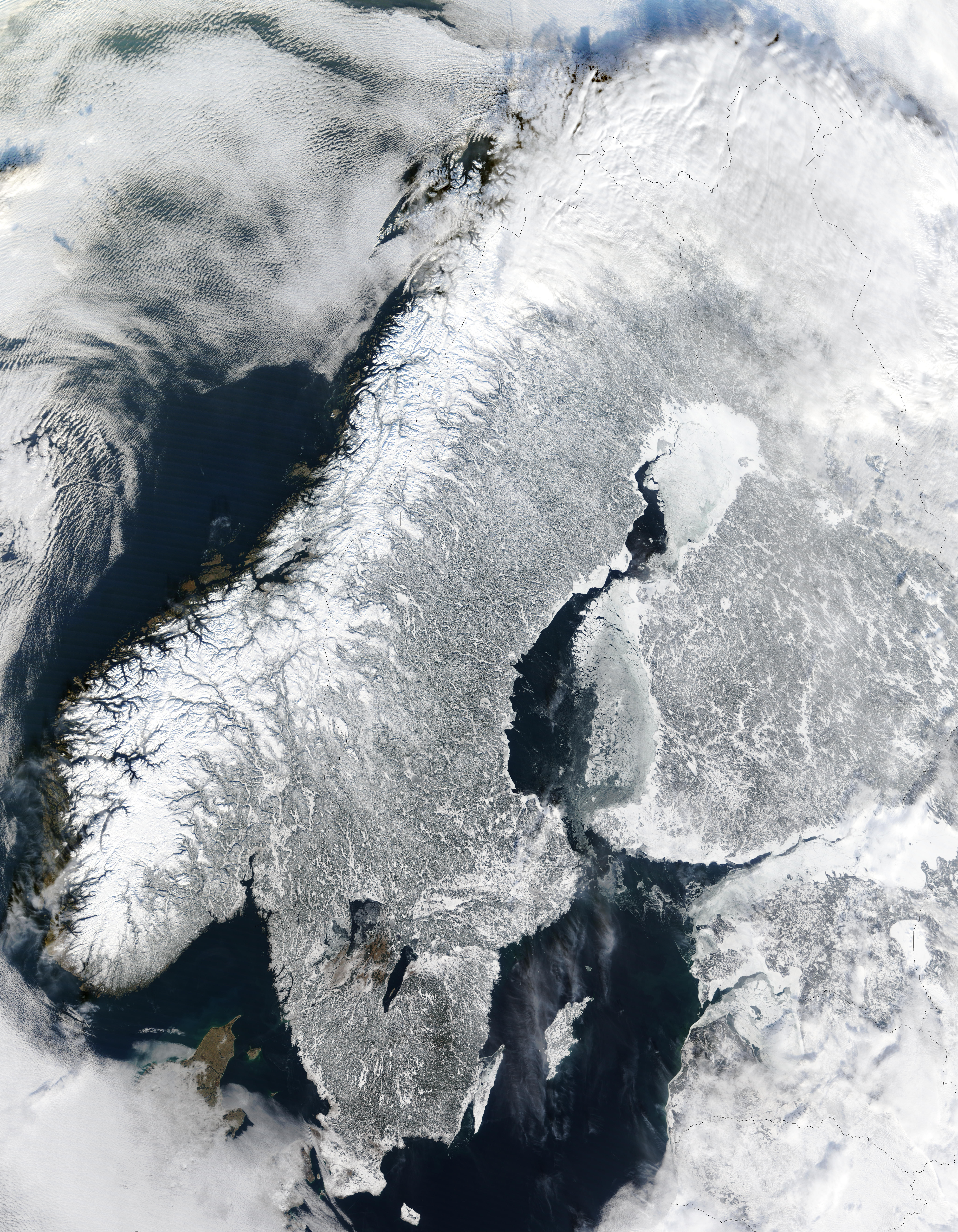
Die Skandinavische Halbinsel im Winter (19. Februar 2003)